# Clube do Bolinha (banda desenhada)

O Clube do Bolinha na capa de um gibi "Luluzinha" de 1948.

Clube do Bolinha é um clube exclusivamente para meninos que aparece frequentemente nas histórias em quadradinhos da Luluzinha.
A sede do clube situa-se numa pequena barraco improvisado de madeira com uma pequena porta, por onde os meninos só conseguem entrar abaixados. Os membros deste clube são Bolinha, Carequinha, Alvinho, Zeca e Juca. Já Plínio Raposo, o menino mais rico do grupo, apesar de fazer de tudo para entrar no clube, jamais tem sucesso. Uma das características do clube é ser proibida a participação de meninas, de acordo com o lema: "Menina Não Entra". O Clube do Bolinha é ainda rival do outro clube de meninos da cidade, a "Turma da Zona Norte".
O termo é também usado como expressão popular para descrever um tipo de clube, grupo ou reunião onde os membros são em reduzido número e  exclusivamente do sexo masculino.

## Psicanálise
Em psicanálise, o impulso das crianças para formar este tipo de clube é próprio de uma etapa, também conhecida por fase homossexual, que se carateriza pela formação de laços fraternos entre elas, tanto de solidariedade como de exclusão, sendo uma forma de compartilhar a curiosidade entre os membros do mesmo sexo, ao mesmo tempo que as protege dos impulsos sexuais, redirecionados assim para outras áreas. Esta etapa inicia-se mais ou menos entre os 9 anos e termina cerca dos 13, sendo sobretudo notável pelo surgimento dos melhores amigos e melhores amigas. O desenvolvimento da sexualidade é acompanhado em paralelo por grandes transformações na identidade sexual, ocorrendo uma divisão dos sexos, em que meninos só brincam com meninos e meninas só brincam com meninas. A fase carateriza-se assim por uma conduta de pirraça e confronto entre sexos, sem lugar para alianças entre meninos e meninas, à semelhança do Clube do Bolinha.